# Fejervarya pulla
Fejervarya pulla är en groddjursart som först beskrevs av Ferdinand Stoliczka 1870.  Fejervarya pulla ingår i släktet Fejervarya och familjen Dicroglossidae. IUCN kategoriserar arten globalt som otillräckligt studerad. Inga underarter finns listade i Catalogue of Life.